# بيش أباد
بيش أباد (بالفارسية: بیش‌آباد) هي قرية تقع في قسم بام الريفي (مقاطعة إسفراين) في إيران. يقدر عدد سكانها بـ 112 نسمة بحسب إحصاء 2016.